# I guappi
I guappi è un film del 1974 diretto da Pasquale Squitieri.

## Trama

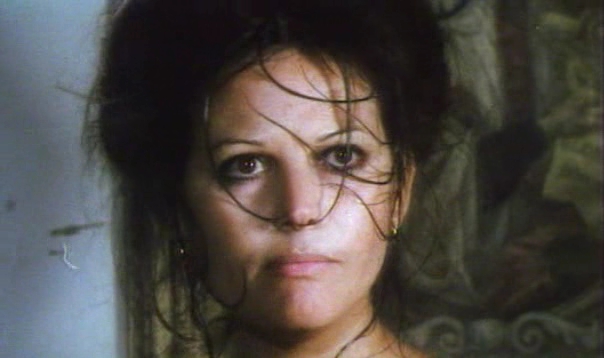
Lucia Esposito (Claudia Cardinale) in una scena

A Napoli, alla fine del XIX secolo, Nicola Bellizzi, uno dei tanti scugnizzi senza famiglia cresciuti per strada, dopo essersi fatto un nome come "Coppola Rossa" ed essere finito in riformatorio, decide di dedicarsi con tutte le forze a studiare per diventare avvocato. Vorrebbe mantenersi fuori dai guai, ma appena arrivato nel nuovo quartiere si scontra con il boss locale, Don Gaetano Frungillo, detto "Core 'e Fierro". Dopo un duello a colpi di rasoio, interrotto dall'arrivo della polizia giusto prima che scorra il sangue, Don Gaetano si convince che Nicola sia un uomo di valore e lo prende sotto la propria protezione, presentandolo al gran consiglio della camorra che lo affilia come picciotto onorato. Nicola, per poter perseguire il proprio ideale di giustizia, si ritrova così suo malgrado legato per la vita alla criminalità.
Il delegato di polizia Aiossa, dal fosco passato criminale, per riuscire a catturare Don Gaetano, che crede responsabile dell'omicidio di Vincenzo 'o Pazzariello, fa arrestare per una notte la sua donna, Lucia, e la violenta in cella. Don Gaetano affronta Aiossa e cade nella trappola. Accusato del tentato omicidio del poliziotto, su ordine della camorra, Don Gaetano affronta il processo con piglio da guappo, pronto a finire i suoi giorni in prigione. Nel frattempo Aiossa provvede ad arrestare, con la delazione di Gigino 'o Carognone, delazione necessarie perché don Gaetano rifiuta di parlare finanche sotto tortura, anche alcuni capi della camorra.
Inizia il processo con l'esito che sembra scontato di condanna, ma in aula, grazie alla testimonianza cruciale di Lucia, il fresco avvocato Nicola riesce a farlo assolvere dimostrando che ha aggredito Aiossa per vendicare un'offesa al proprio onore e non su mandato della camorra. L'accusa decade e Aiossa viene arrestato per falsa testimonianza, mentre tutti gli imputati vengono prosciolti e se ne dispone la scarcerazione.
Una volta libero, Don Gaetano viola però per ben due volte le ferree regole dell'onorata società, segnando il proprio destino: prima riprende con sé la disonorata Lucia, invece di ripudiarla o addirittura ucciderla; poi, si rifiuta di uccidere l'amico Nicola, quando questi concede rifugio nella propria casa a Gigino 'o Carognone, condannato a morte dalla camorra per aver fatto finire in galera alcuni dei propri membri. La loro amicizia è fatale per entrambi: Don Gaetano viene ucciso per strada, mentre Nicola viene ucciso in un'aula di tribunale, proprio dal giovane scugnizzo che sta difendendo.